# 2161 Grissom
2161 Grissom eller 1963 UD är en asteroid i huvudbältet, som upptäcktes 17 oktober 1963 av Indiana Asteroid Program vid Indiana University Bloomington med Goethe Link Observatory. Asteroiden har fått sitt namn efter den amerikanske astronauten Virgil I. Grissom.
Asteroiden har en diameter på ungefär 15 kilometer.